# Mörlunda kyrka
Mörlunda kyrka är en kyrkobyggnad i Mörlunda i Linköpings stift. Den är församlingskyrka i Mörlunda-Tveta församling.

## Kyrkobyggnaden
Mörlunda kyrka är från 1840 men redan 1329 fanns det troligen en kyrka på samma plats. 1329 omnämns Rangvaldus Beronis som curatus 
i Mörlunda. Man vet med bestämdhet att 1567, under nordiska sjuårskriget, brändes kyrkan. Därefter byggdes en ny upp, brändes ned och byggdes upp igen. Den nuvarande kyrkans stod färdig 1840 men invigdes först 1843.

## Inventarier
- Altartavlan som är en kopia av Rubens: ”Nedertagande från korset”, är målad 1840 av Salomon Andersson. Tavlan omges av nyklassicistisk altaruppställning.
- Predikstolen med uppgång från sakristian är rundformad och prydd med gyllene girlanger, infattade pelare och tavla med text.  Den har en korskrönt baldakin  och är tillverkad samtidigt med kyrkan.

## Bildgalleri

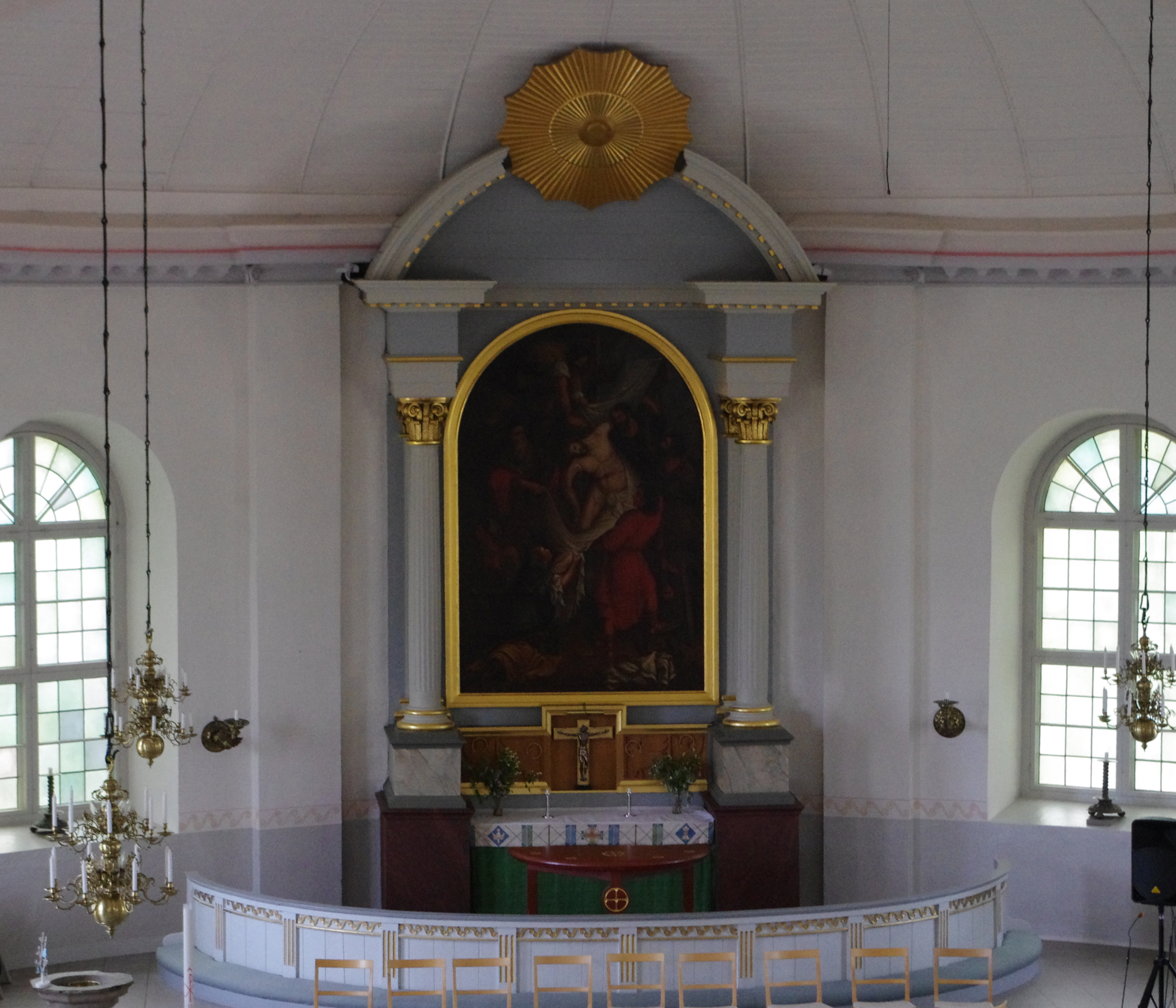
Koret
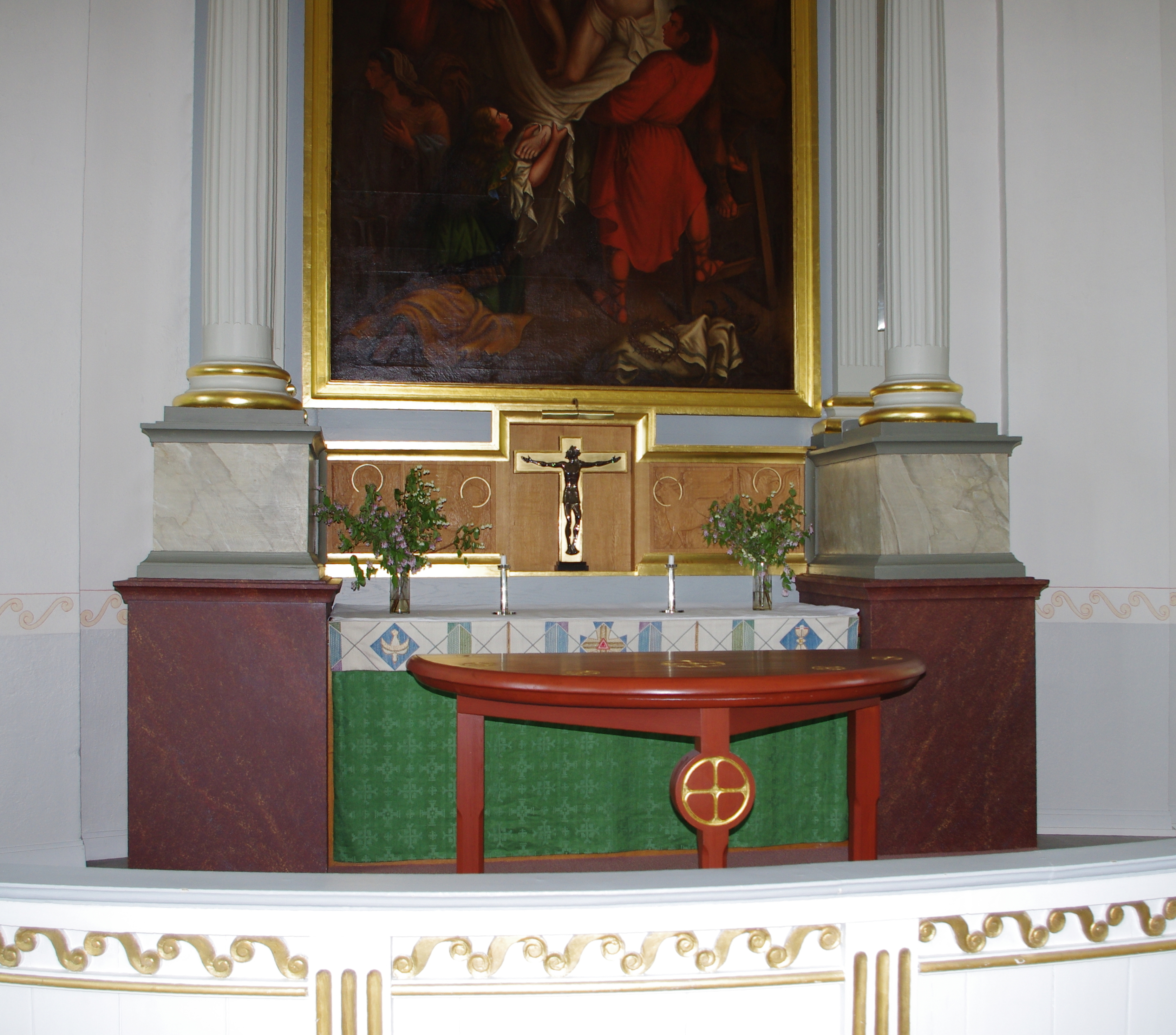
Altaret
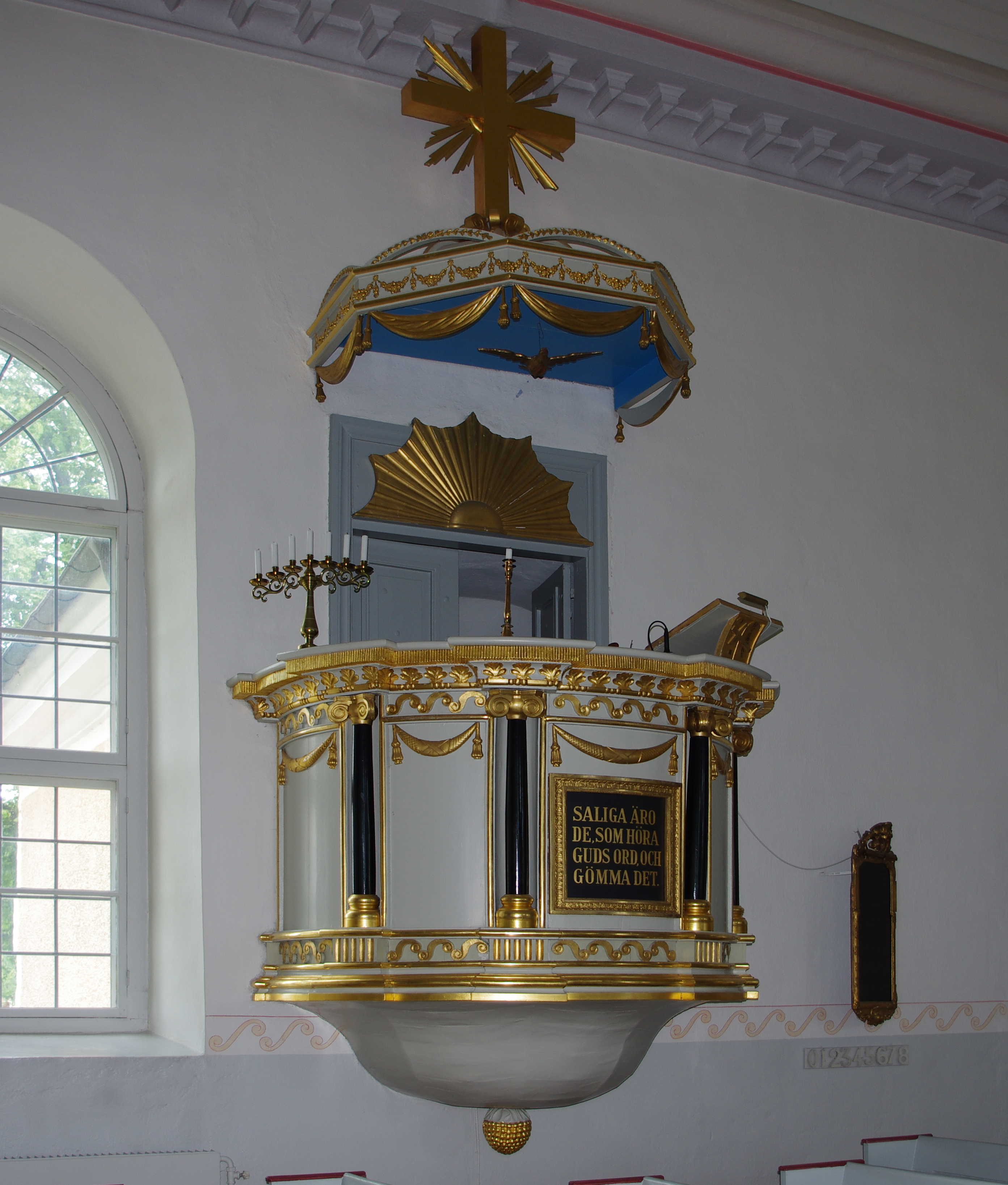
Predikstolen
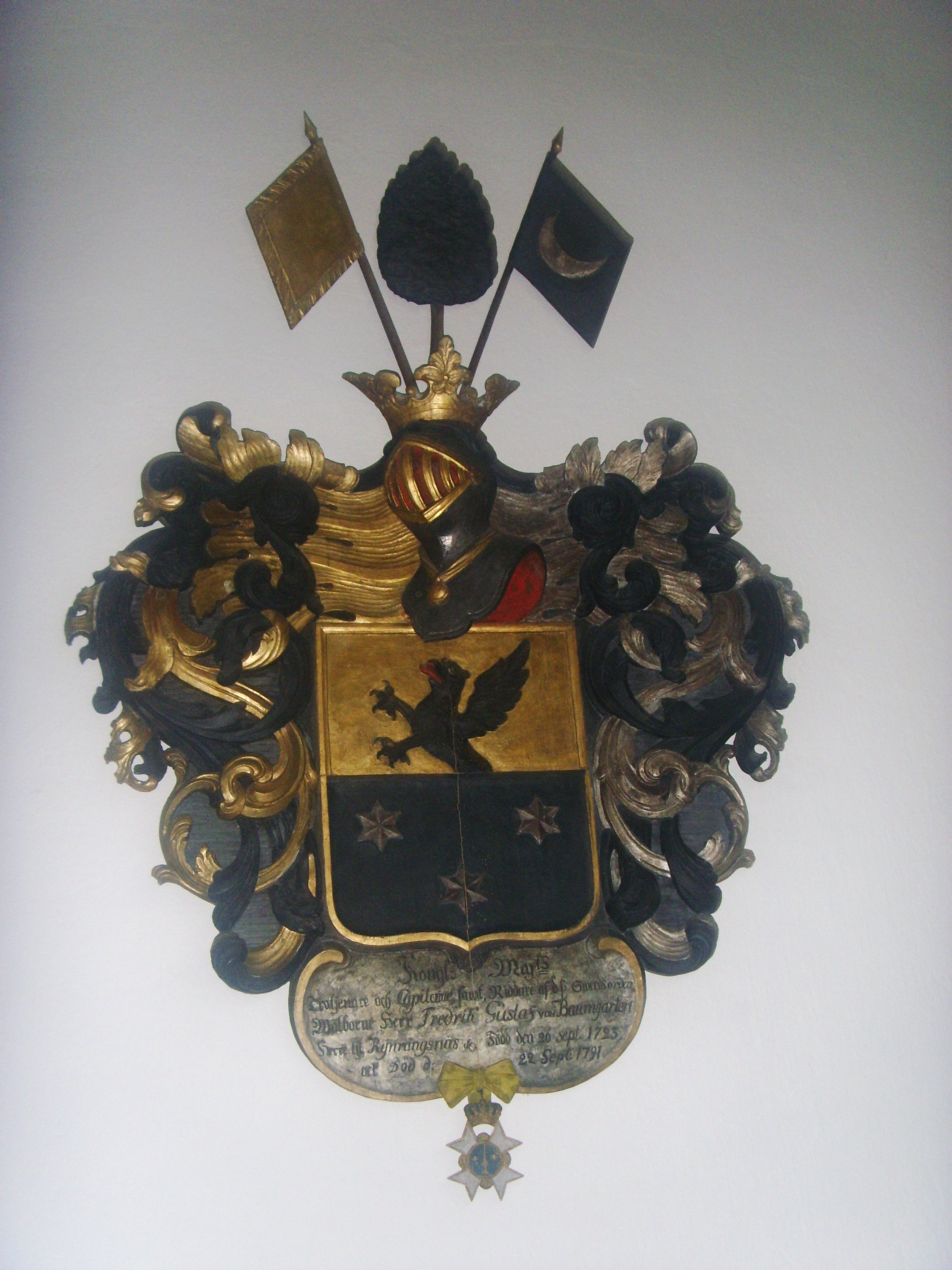
Begravningsvapen tillhörande Fredrik Gustaf von Baumgarten, avliden 1791.
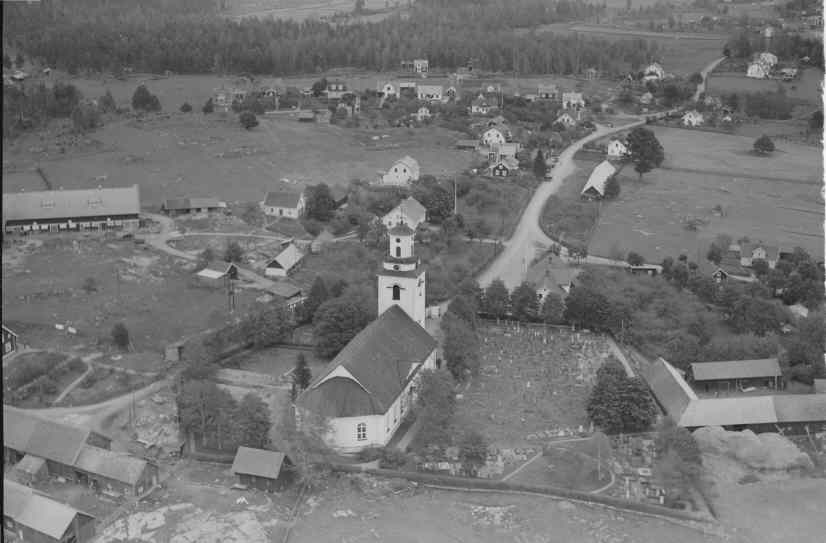
Flygfoto år 1934.
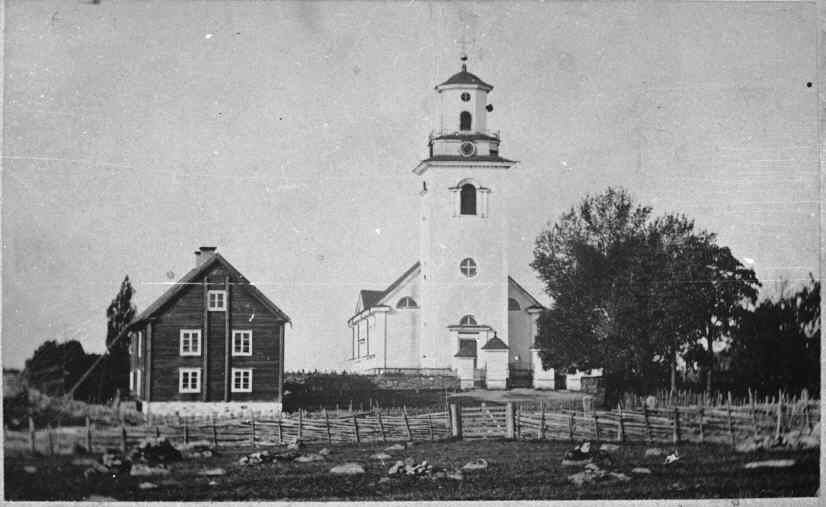
Kyrkan mot väster.
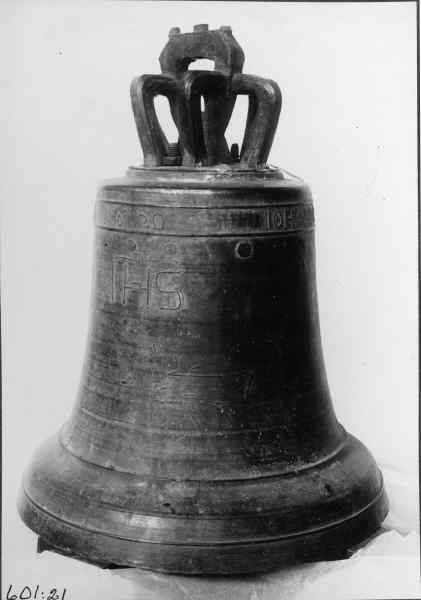
Klocka daterad 1620.

## Orgeln

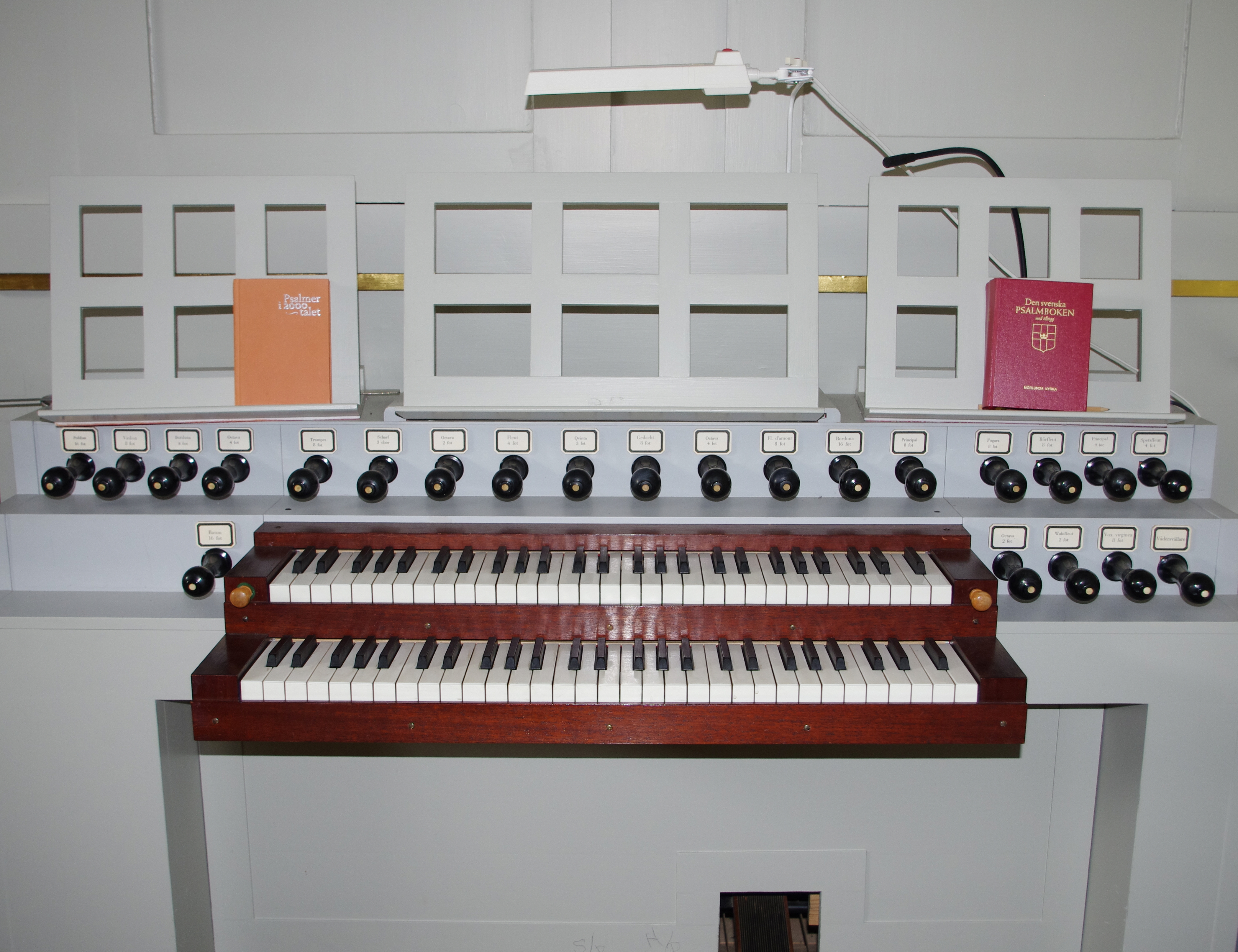
Orgelns spelbord 2016

- Kyrkans äldsta orgel tillverkades 1762 av Lars Wahlberg och Anders Wollander, Vimmerby. Den hade 8 eller 9 stämmor fördelade på en manual och bihängd pedal.[1]

| Manualen      |
| Gedackt 8'    |
| Kvintadena 8' |
| Principal 4'  |
| Kortflöjt 4'  |
| Kvinta 3'     |
| Oktava 2'     |
| Scharf III    |
| Trumpet 4' B  |
| Vox virginea  |

- Orgeln renoverades 1843 och utvidgades av fanjunkaren August Rosenborg, Vadstena i samband med att den flyttades in i nya kyrkan. Den fick då 12 stämmor fördelade på en manual och bihängd pedal. 1915 byggdes orgeln om av Levin Johansson.
- 1944/1945 fick den ett nytt orgelverk som byggts av Mårtenssons orgelfabrik. Den hade 25 stämmor fördelade på två manualer och pedal.
- 1958 utökades orgelverket av Åkerman & Lund Orgelbyggeri.
- 1984 byggdes ett nytt mekaniskt orgelverk av Åkerman & Lund bakom fasaden från 1843 års orgel.

| Huvudverk I      | Öververk II     | Pedal      | Koppel |
| Borduna 16’      | Rörfleut 8’     | Subbas 16’ | I/P    |
| Principal 8’     | Fugara 8’       | Borduna 8’ | II/P   |
| Gedacht 8’       | Principal 4’    | Violon 8'  | II/I   |
| Fleut d'amour 8’ | Spetsfleut 4’   | Octava 4'  |        |
| Octava 4'        | Octava 2'       | Basun 16'  |        |
| Fleut 4’         | Waldfleut 2'    |            |        |
| Quinta 3'        | Vox virginea 8' |            |        |
| Octava 2'        | Tremulant       |            |        |
| Scharf III kor   |                 |            |        |
| Trompet 8'       |                 |            |        |

## Runstenen
På baksidan av kyrkan finns bygdens enda runsten. Antagligen har den från början varit rest i anslutning till järnåldersgravfältet vid Sinnerstads mader, en bit norr om Mörlunda. 1907 hittades bitar av stenen i ett odlingsröse. Inte förrän 1936 sammanfogades bitarna och stenen restes vid kyrkan. Runorna är ca 15 cm höga och inskriptionen berättar att någon  "...lät resa denna sten efter Härulf, sin fader och Assur och Inger". Inne i den gamla kyrkan, som fanns före 1840, låg ytterligare två runstenar, vilka numera är försvunna.

### Webbkällor
- Kringla Mörlunda kyrka
- anläggningspresentation
- Mörlunda kyrkogård – Kulturhistorisk inventering av kyrkogårdar/ begravningsplatser i Linköpings stift 2004 ( PDF)
- Nils Månsson Mandelgrens teckning av Mörlunda gamla kyrka

### Fotnoter
1. ↑  Abr. Hülphers, Historisk Afhandling om Musik och Instrument särdeles om Orgwerks Inrättningen i Allmänhet jemte Kort Beskrifning öfwer Orgwerken i Swerige (1773), s. 270.